# IC 1759
IC 1759 (також позначається як IC 1760) — галактика типу Sbc (компактна витягнута спіральна галактика) у сузір'ї Піч.
Цей об'єкт міститься в оригінальній редакції індексного каталогу.